# He Bingjiao
He Bingjiao (født 21. marts 1997) er en kvindelig kinesisk badmintonspiller.
Hun begyndte at tage intensive badmintontræninger på Suzhou Junior Sports School, da hun var bare 7 år gammel. Fem år senere, flyttede hun til storbyen Nanjing, for at studere og hårdere træning. Hun gjorde sin første intenationale debut ved Vietnam Open 2013. I 2014 deltog hun ved Ungdomssommer-OL 2014 i hjembyen Nanjing, hvor hun vandt guld i pigernes single og bronze i mixed double.
Hun deltog ved hendes første Sommer-OL ved Sommer-OL 2020 i Tokyo. Hun sluttede som nummer 4, ved legene, efter nederlag i bronzekampen mod indiske P.V. Sindhu.